# Roche de la Muzelle
Roche de la Muzelle – szczyt w Alpach Delfinackich, części Alp Zachodnich. Leży w południowo-wschodniej Francji w regionie Owernia-Rodan-Alpy, przy granicy z Włochami. Szczyt można zdobyć ze schroniska Refuge de la Muzelle (2115 m).
Pierwszego wejścia dokonał 2 lipca 1875 r. W.A.B. Coolidge z przewodnikami Christianem i Ulrichem Almerami.